# Нурмиева, Наталья Сергеевна
Наталья Сергеевна Нурмиева (в девичестве Соколова, родилась 13 июня 1997, Переясловская, Брюховецкий район, Краснодарский край) — российская футболистка, нападающая. Выступала за сборную России.

## Биография
Воспитанница ДЮСШ ст. Брюховецкая, первый тренер — Гукасов Сталинад Арамович. С 2011 года занималась в молодёжной команде «Кубаночка» (Краснодар). Двукратная победительница турнира дублирующих команд высшего дивизиона (2013, 2014).
В основном составе «Кубаночки» дебютировала в высшей лиге России 7 октября 2014 года в игре против «Мордовочки», заменив на 90-й минуте Марину Пушкарёву. Со следующего сезона стала игроком стартового состава команды. Финалистка Кубка России 2015 и 2016 годов. Свой первый гол в высшей лиге забила 17 мая 2018 года в ворота московского «Локомотива». В 2019 году стала бронзовым призёром чемпионата России, сыграв за сезон в 19 из 20 матчей своего клуба. 2020—2021 провела в «Краснодаре», в 2022 году перешла в казанский «Рубин», где провела два сезона.
Выступала за юношескую и молодёжную сборную России. В составе студенческой сборной — бронзовый призёр всемирной Универсиады 2017 и 2019 годов.
В национальной сборной России сыграла первый матч 6 марта 2017 года против Дании, выйдя на замену на 66-й минуте. Всего в марте 2017 года сыграла два матча на турнире в Алгарве, после этого (по состоянию на январь 2020 года) за сборную более не выступала.